# Hans Wolfgang Spiess
Hans Wolfgang Spiess (* 14. Oktober 1942 in Frankfurt am Main) ist ein deutscher Chemiker. Er war bis zu seiner Emeritierung Direktor am Max-Planck-Institut für Polymerforschung in Mainz.
Spiess wurde 1968 an der Johann Wolfgang Goethe-Universität Frankfurt am Main bei Hermann Hartmann in Physikalischer Chemie  promoviert. Als Post-Doktorand war er bei Raymond K. Sheline an der Florida State University. Ab 1970 war in der Abteilung Molekularphysik des Max-Planck-Instituts für medizinische Forschung in Heidelberg, wo er sich mit hochauflösender NMR in Festkörpern und Flüssigkeiten befasste. 1975 ging er an das Institut für Physikalische Chemie der Universität Mainz zu Hans Sillescu und habilitierte sich dort 1978. Er war 1981/82 Professor für Physikalische Chemie an der Universität Münster und ab 1983 Professor für makromolekulare Chemie an der Universität Bayreuth. Ab 1984 war er Direktor am MPI für Polymerforschung in Mainz.
Er befasst sich mit NMR-Verfahren und -Studien zur Aufklärung von Struktur, Dynamik und Phasenverhalten von synthetischen Makromolekülen (Polymeren) und Supramolekularen Strukturen.

## Preise, Auszeichnungen und Orden
2002 erhielt er die Liebig-Denkmünze und den Ampere Preis, 2010 den Paul J. Flory Forschungspreis, 2005 die Walter-Nernst-Medaille und 1988 den Gottfried-Wilhelm-Leibniz-Preis. Er ist Ehrendoktor in Cluj-Napoca in Rumänien und an der Adam-Mickiewicz-Universität in Posen und Ehrenprofessor der East China Normal University in Shanghai. Im Dezember 2011 erhielt Spiess den Verdienstorden des Landes Rheinland-Pfalz.
1991/92 war er Vorstand der European Polymer Federation.